# Liste der Kulturdenkmäler in Schweigen-Rechtenbach
In der Liste der Kulturdenkmäler in Schweigen-Rechtenbach sind alle Kulturdenkmäler der rheinland-pfälzischen Ortsgemeinde Schweigen-Rechtenbach aufgeführt. Grundlage ist die Denkmalliste des Landes Rheinland-Pfalz (Stand: 14. August 2023).

## Einzeldenkmäler
| Bezeichnung                  | Lage                                                        | Baujahr                              | Beschreibung | Bild                           |
| ---------------------------- | ----------------------------------------------------------- | ------------------------------------ | --- | ------------------------------ |
| Friedhofstor und Grabmal     | Rechtenbach, Friedhofstraße, auf dem Friedhof Lage          | ab 1831                              | Friedhofstor, aufwendige klassizistische Torpfeiler mit Urnenbekrönung, Reliefs und Spruchinschriften, bezeichnet 1831; Soldatengrabmal, spätklassizistische Sandsteinstele mit Trophäen-Relief, um 1870 | weitere Bilder Fotos hochladen |
| Protestantische Pfarrkirche  | Rechtenbach, Kirchstraße 2 Lage                             | 1765–72                              | ehemals St. Maria; spätbarocker Saalbau, 1765–72, teilweise wohl gotische Umfassungsmauern, Westturm gotisch verändert                                                                                   | weitere Bilder Fotos hochladen |
| Kriegerdenkmal               | Rechtenbach, Kirchstraße, bei Nr. 2 Lage                    | 1920er Jahre                         | Kriegerdenkmal 1914/18, Sandsteinpfeiler auf skulptiertem Sockel, 1920er Jahre, 2011–2013 restauriert | weitere Bilder Fotos hochladen |
| Schulhaus                    | Rechtenbach, Schulstraße 1 Lage                             | um 1820/30                           | ehemalige Schule; klassizistischer Krüppelwalmdachbau, um 1820/30; zugehörig Scheune und Stall | weitere Bilder Fotos hochladen |
| Hofanlage                    | Rechtenbach, Schulstraße 5 Lage                             | Ende des 18. Jahrhunderts            | Dreiseithof, wohl vom Ende des 18. Jahrhunderts | weitere Bilder Fotos hochladen |
| Hofanlage                    | Rechtenbach, Talstraße 20 Lage                              | 18. oder Anfang des 19. Jahrhunderts | Hofanlage, 18. oder Anfang des 19. Jahrhunderts; Fachwerkhaus, teilweise massiv, Krüppelwalmdach, Fachwerkscheune                                                                                        | weitere Bilder Fotos hochladen |
| Hofanlage                    | Rechtenbach, Talstraße 23 Lage                              | 1804                                 | Hofanlage, bezeichnet 1804; eingeschossiges Fachwerkhaus über Hochkeller, Krüppel- und Fußwalmdach | weitere Bilder Fotos hochladen |
| Fahnenträger                 | Rechtenbach, Weinstraße, bei Nr. 6 Lage                     | um 1936/37                           | obeliskartiger Pfeiler, Sandsteinquader, um 1936/37 | weitere Bilder Fotos hochladen |
| Christuskirche               | Schweigen, Hauptstraße 24 Lage                              | zweite Hälfte des 18. Jahrhunderts   | protestantische Kirche, ehemals Simultankirche St. Eustachius; gotischer Chorturm, barocker Saalbau, zweite Hälfte des 18. Jahrhunderts                                                                  | weitere Bilder Fotos hochladen |
| Napoleonsbrunnen             | Schweigen, Hauptstraße, bei Nr. 24 Lage                     | 1811                                 | klassizistischer Laufbrunnen, bezeichnet 1811 | weitere Bilder Fotos hochladen |
| Zehnthof                     | Schweigen, Landrat-Hoffmann-Straße 1, Paulinerstraße 7 Lage | 1593                                 | ehemaliger Zehnthof; reiches eingeschossiges Fachwerkhaus über Hochkeller, bezeichnet 1593 | weitere Bilder Fotos hochladen |
| Deutsches Weintor            | Schweigen, Weinstraße 4 Lage                                | 1936/37                              | stattlicher Walmdachbau, Bruchstein, eingeschossige Walmdach-Nebengebäude, teilweise Fachwerk, 1936/37                                                                                                   | weitere Bilder Fotos hochladen |
| Schanze                      | Schweigen, nordwestlich des Ortes auf dem Hasenberg Lage    |                                      | Ringwall mit Graben | weitere Bilder Fotos hochladen |
| Alte Schanze                 | Schweigen, nordwestlich des Ortes auf dem Pitzberg Lage     | 1704                                 | Ringwall mit Graben | weitere Bilder Fotos hochladen |
| Kriegerdenkmal und Grabmäler | Schweigen, westlich des Ortes auf dem Friedhof Lage         | um 1870                              | Kriegerdenkmal 1870, reliefierte historisierende Stele, Soldatengräber, um 1870 | weitere Bilder Fotos hochladen |